# Misto Shumeli
Misto Shumeli (ur. 1 marca 1949 w Kodërze, zm. 22 listopada 1989) - albański agronom.

## Życiorys
W 1973 roku ukończył studia na Uniwersytecie Rolniczym w Tiranie. Po ich ukończeniu pracował przez cztery lata w spółdzielni, następnie od 1977 roku do swojej śmierci pracował jako wykładowca na tym uniwersytecie.
22 listopada 1989 roku na Przełęczy Llogara miał miejsce wypadek autobusu, którym Misto Shumeli podróżował. Zginął podczas transportu śmigłowcem, który tego samego dnia został w locie doszczętnie uszkodzony z powodu bardzo złych warunków pogodowych.

## Upamiętnienia
W 1984 Misto Shumeli otrzymał zasłużony tytuł Doktora Nauki (alb. Doktor i Shkencave).
Jego imieniem nazwano szkołę w Kodërze.